# Saint-Martial (Charente-Maritime)
Saint-Martial ist eine französische Gemeinde mit 110 Einwohnern (Stand: 1. Januar 2022) im Département Charente-Maritime in der Region Nouvelle-Aquitaine (vor 2016: Poitou-Charentes); sie gehört zum Arrondissement Saint-Jean-d’Angély und zum Kanton Matha. Die Einwohner werden Saint-Martialais und  Saint-Martialaises genannt.

## Geographie
Saint-Martial liegt etwa 59 Kilometer ostsüdöstlich von La Rochelle in der Saintonge. Umgeben wird Saint-Martial von den Nachbargemeinden Coivert im Nordwesten und Norden, Blanzay-sur-Boutonne im Nordosten, Saint-Pierre-de-l’Isle im Osten und Süden sowie La Jarrie-Audouin im Süden und Westen.

## Bevölkerungsentwicklung
| Jahr                       | 1962 | 1968 | 1975 | 1982 | 1990 | 1999 | 2006 | 2019 |
| Einwohner                  | 154  | 163  | 138  | 128  | 112  | 120  | 119  | 113  |
| Quellen: Cassini und INSEE |      |      |      |      |      |      |      |      |

## Sehenswürdigkeiten
- Kirche Saint-Martial mit Ursprüngen aus dem 12. Jahrhundert, Westfassade seit 1948 als Monument historique eingeschrieben

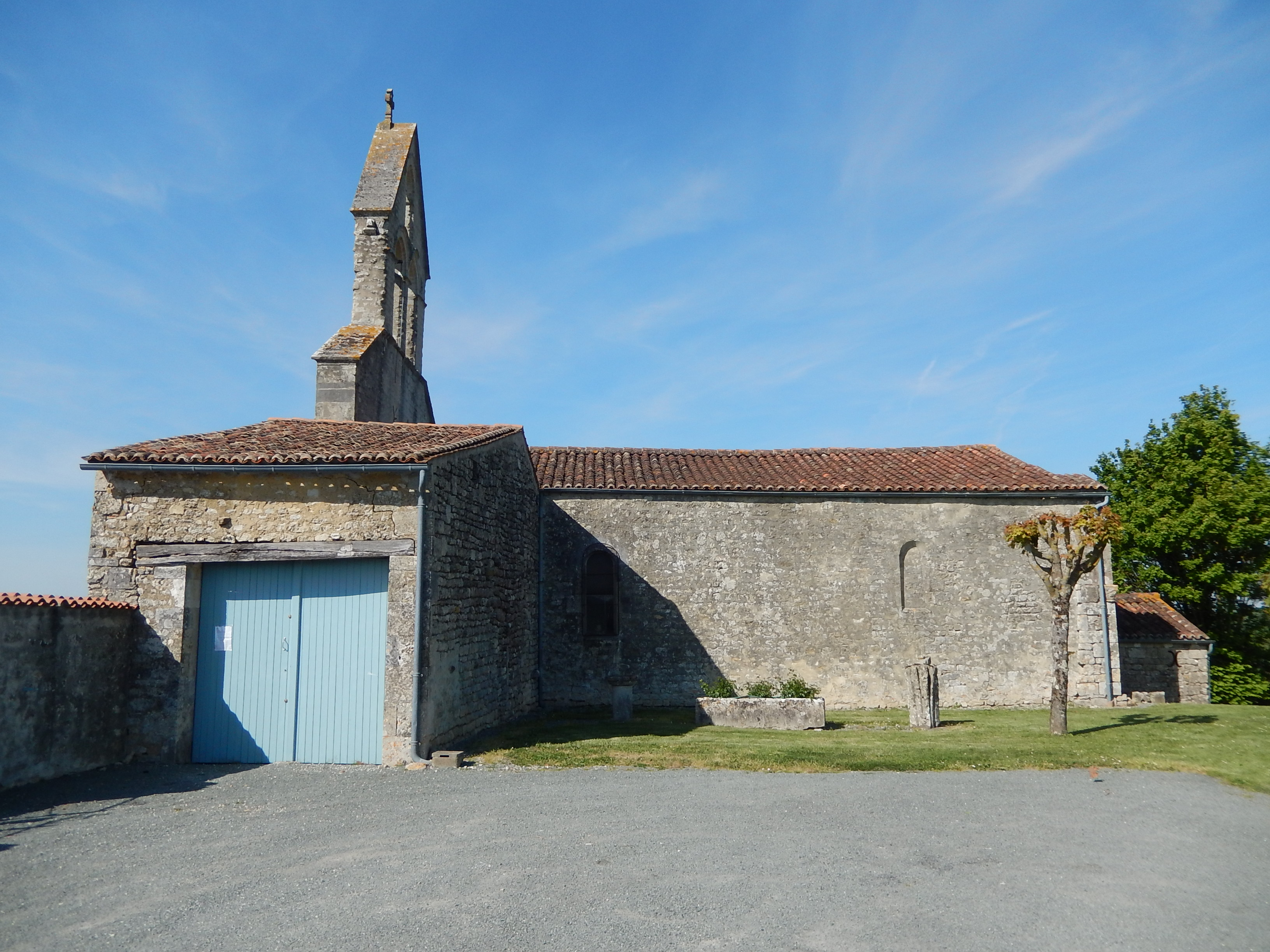
Kirche Saint-Martial
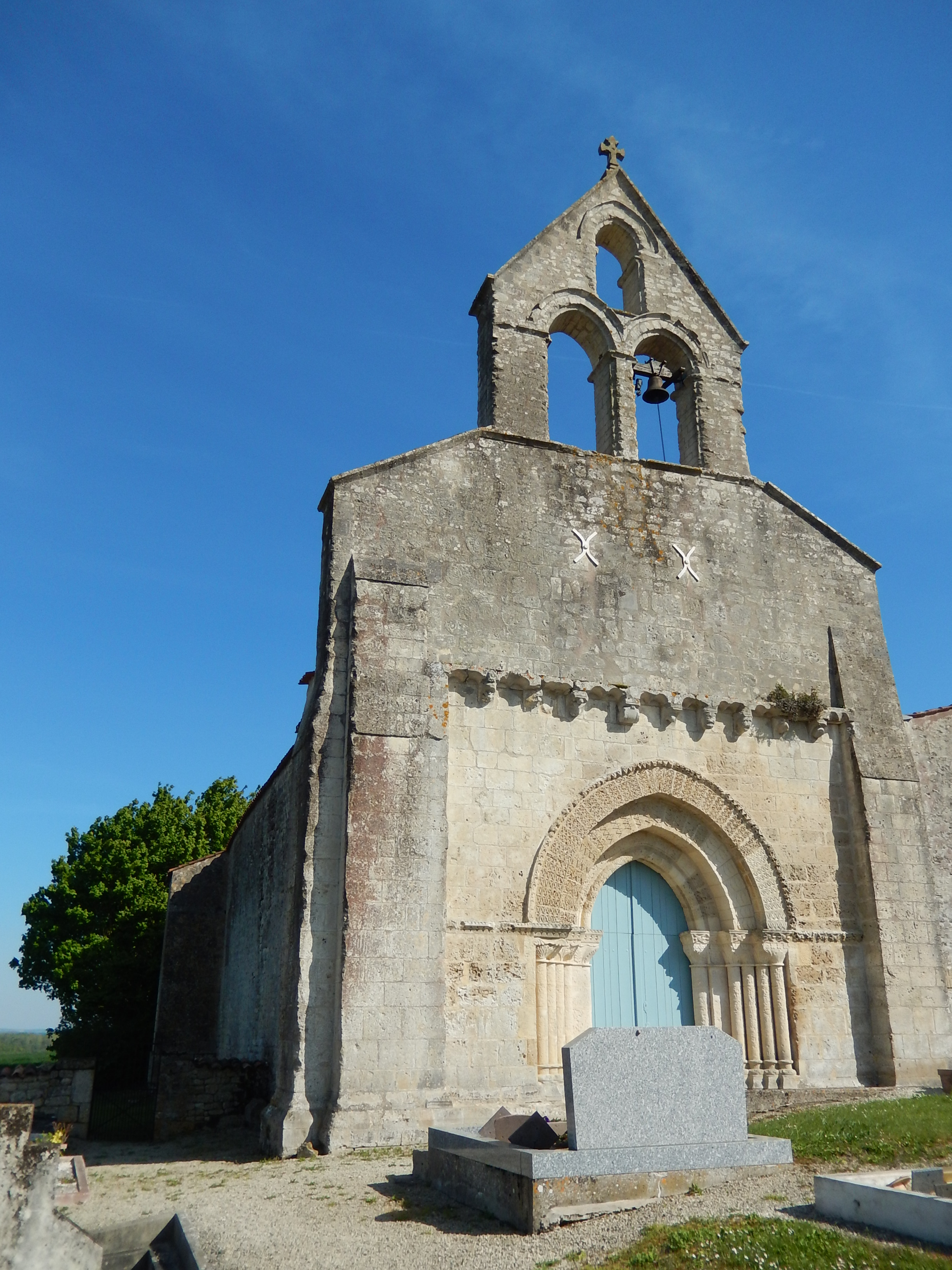
Westfassade